# Denaji
Denaji (tiếng Ả Rập: Sinh nhật) là một ngôi làng của Syria ở huyện Qatana thuộc tỉnh Rif Dimashq. Theo Cục Thống kê Trung ương Syria (CBS), Denaji có dân số 933 trong cuộc điều tra dân số năm 2004.